# Aspidytes niobe
Aspidytes niobe is een keversoort uit de familie Aspidytidae. De wetenschappelijke naam van de soort is voor het eerst geldig gepubliceerd in 2002 door Ribera, Beutel, Balke & Vogler.